# Апостольська палата

Інсиґнії Апостольської палати складають ключі Петра та Умбракулум.

Апостольська палата (лат. Camera Apostolica) — орган Римської Курії католицької церкви. У Середньовіччя Апостольська палата відігравала роль фінансового органу управління, однак з часів папи Пія X, вона уповноважена розпоряджатися майном Святого Престолу лише під час Sede vacante. Керівником Апостольської палати є Камерленг (кардинал — Камерленг). Він має заступника та аудитора (Auditor Camerae).

## Керівники Апостольської палати
- Камерленг — Кардинал-єпископ Фраскаті, Бертоне Тарчізіо
- Віце — камерленг — єпископ Паоло Сарді
- Секретар і канцлер Апостольської палати — Аввокато Енріко Серрафіні